# Habad Lubavitx
Habad Lubavitx (en hebreu: חב"ד ליובאוויטש) és una organització jueva hassídica, la seva seu central es troba en el barri de Crown Heights, a Brooklyn, en la ciutat de Nova York. Habad Lubavitx va ser fundada pel rabí Schneur Zalman de Liadí (1745-1812). Actualment l'escola s'adhereix als ensenyaments del Rebe Menachem Mendel Schneerson, i afirma tenir més de 200.000 adeptes a tot el món.

## Etimologia
El nom Habad prové d'un acrònim hebreu, que correspon a prendre la primera lletra de les paraules Hochmà, Binà i Daat, que respectivament volen dir Inspiració, Enteniment i Consciència, i que dins d'aquesta filosofia representen les parts de l'intel·lecte de l'ésser humà. La paraula Lubavitx és el nom d'una població de Rússia (Любавiчы o Lyubavichi), que va ser la seu central del moviment per més d'un segle després que el fill del rabí Schneur Zalman de Liadí s'establís allà. Si bé el nom de la ciutat va ser relacionat amb el moviment, el significat de Lyubavichi en belarús és "Ciutat de l'Amor" el que va impregnar d'un simbolisme especial el nom del moviment.

## Història del moviment
Als segles XIX i xx, a la Rússia Imperial, el moviment Habad comptava amb un considerable nombre de Ieixivot (institucions dedicades a l'estudi de la Torà), coneguts com a Tomchei Tmimim. La majoria d'aquestes escoles van ser destruïdes per la invasió del Tercer Reich de 1941, fins a arribar a l'arrest i sentència a mort del rabí Yosef Yitzchak Schneerson, líder del moviment aleshores. No obstant això, la sentència fou revocada gràcies a la pressió internacional principalment dels Estats Units, Letònia i França, així com pressions internes exercides des del mateix si del partit comunista. Finalment la sentència va ser canviada per un curt període a la presó de la ciutat de Kostromà. Després del seu alliberament, al rabí Schneerson li va ser permès sortir de Rússia amb direcció a Riga (Letònia) des d'on va anar a Varsòvia (Polònia), per després aconseguir immunitat diplomàtica (fruit de la pressió internacional) i va aconseguir traslladar-se a Berlín per finalment poder abandonar Europa amb rumb als Estats Units, mudant-se definitivament a Nova York el 19 de març de 1940, indret a on hauria de moure la seu central de Habad-Lubàvitx. Un any més tard, el 1941, a Schneerson se li uneix el rabí Menachem Mendel Schneerson, el seu gendre. Schneerson va aconseguir escapar de Berlín el 1933, per retirar-se a París fins a reunir-se amb el seu sogre a Nova York per ajudar a transportar el moviment a Amèrica. Es poden trobar adeptes del moviment Habad-Lubàvitx a gairebé qualsevol comunitat jueva considerable. La seu central del moviment es troba a Crown Heights, Brooklyn, a Nova York, amb l'adreça 770 de Eastern Parkway, que és anomenat pels seus membres com el "770".

## Missió
Donar a conèixer als jueus els manaments (mitzvot) de la Torà, i a totes les nacions del món els 7 preceptes universals dels fills de Noè. Habad Lubàvitx ha estat al voltant del món en moltes èpoques històriques. En la Rússia tsarista, sota el govern comunista, en la reconstrucció espiritual del món judaic després de l'holocaust, en els fronts de batalla d'Israel, i a les universitats del món lliure occidental.
La finalitat primordial de Habad-Lubàvitx és la de portar als jueus a la pràctica i estudi actiu de la seva pròpia fe. L'objectiu immediat que es persegueix és el d'escampar el més possible la santedat per tota la terra, sense caure en el menyspreu o subestimació pel terrenal, ja que es dona èmfasi al fet que en lloc d'accedir a la santedat per abandó del terrenal es pretén formar una connexió amb Déu elevant les coses materials. Aquesta creença va lligada a la del messianisme, perquè també es creu que si el món arriba al grau de santedat necessari s'accelerarà l'arribada del messies, i s'acabaran amb els mals que afligeixen la terra.
De la creença enfocada a aconseguir la santedat per mitjà de la pràctica i l'estudi sorgeix l'estima especial (estima general en tot el judaisme) pels exegetes de la Torà. Un estudiós particularment destacat pot aconseguir el grau de rabí. Al seu torn, un rabí especialment destacat pot acabar sent un dirigent d'un moviment. Entre altres creences distintives dels seguidors de Habad, hi ha la vestimenta, com a jueus hassídics, els seguidors del moviment Habad fan servir abrics negres llargs i barrets. Els homes casats es deixen créixer la barba, mentre que les dones fan servir vestimentes, que els cobreixen els genolls i els colzes. Les dones casades usen perruques o mocadors al cap amb l'objectiu específic de cobrir-se els cabells. Tanmateix, a diferència dels altres jueus hassídics, els hassidim de Habad no fan servir barrets de cotó, pelfa o pell, preferint barrets negres més senzills. Les seves creences també els demanen prendre banys rituals en una micvé. Els homes han de purificar-se d'aquesta manera abans de les sessions d'oracions matinals, mentre que les dones han de fer-ho després de la menstruació.
Els seguidors de Habad-Lubàvitx van a viure a llocs on la fe jueva es nul·la o bé compta amb pocs adeptes locals, en aquests casos les comunitats de Habad tendeixen a assentar-se en indrets relativament propers que disposin d'una micvé, o bé al costat del mar, ja que en absència d'una micvé es pot disposar d'aquest. La tomba del Rebe Menachem Mendel Schneerson, al cementiri d'Old Montefiore a Queens, Nova York, és considerada com un lloc sant per als seguidors del moviment Habad.
El Rebe Schneerson va ser principal promotor de l'expansió que el moviment gaudeix en l'actualitat, sent avui dia, l'únic moviment jueu amb presència en els 5 continents. Tres de les majors gestes assolides per Habad-Lubàvitx, van ser l'encesa del canelobre de la festivitat de Hanukkà en una base militar dels Estats Units d'Amèrica a l'Antàrtida, en el Kremlin de Moscou, a Rússia, i l'encesa del canelobre de Hanukkà en el transbordador espacial Columbia dels Estats Units. Schneerson va formar un sistema d'emissaris coneguts com a Shluchim, els quals es van encarregar de la promoció del moviment Habad. El mateix Schneerson va organitzar i va orientar a aquests emissaris durant més de 40 anys. La participació del Rebe Schneerson era d'una importància vital pel moviment, i es va arribar a témer que entrés en decadència després de la mort del Rebe esdevinguda el 1994. El moviment Habad-Lubàvitx està present a 74 països.

## Organitzacions del moviment Habad Lubavitx

### Agudas Chasidei Chabad
Agudas Chasidei Chabad (en hebreu: אגודת חסידי חב"ד) és una organització paraigua del moviment mundial Habad Lubavitx. Administra les tres organitzacions centrals de Habad Lubavitx: el Fons per al Desenvolupament Machneh Israel, Merkos L'Inyonei Chinuch, i la Societat de Publicacions Kehot. El President del Comitè Executiu és el Rabí Abraham Shemtov.

### Chabad on campus
Chabad on campus és l'organització universitària del moviment hassídic Habad Lubavitx. És una de les majors organitzacions jueves que porten a terme la seva activitat en els campus universitaris d'Amèrica del Nord. Chabad on Campus té més de 250 centres escampats pel Món.

### CTeen - Chabad Teen Network
CTeen és un programa exclusiu per a joves d'entre 13 i 18 anys, el programa té com a finalitat poder integrar la diversió i el judaisme per als joves. CTeen ha arribat a diversos països, a on els participants reben material d'estudi especial per a diverses dates i festivitats, una guia d'activitats perquè puguin ser incorporades als seus grups locals, i un constant assessorament perquè puguin desenvolupar aquests estudis i activitats de la millor manera possible tant per als rabins com per als joves.

### Emissaris de Habad
El sisè Rebe de Habad, el Rabí Menachem Mendel Schneerson, va estimular l'establiment dels emissaris de Habad després de ser ordenat Rabí en 1951. Els Shluchim de Habad ("emisaris", singular; Shaliah) viatgen per tot el món amb la missió declarada de persuadir als jueus no practicants perquè aquests adoptin el judaisme ortodox. Ajuda als jueus en totes les seves necessitats religioses. El seu objectiu declarat és animar als jueus a aprendre més sobre la seva herència i practicar el judaisme.
El moviment, encoratjat pel Rabí Schneerson, va capacitar i ordenar a milers de rabins, educadors, shochetim i mohelim, que van ser enviats amb les seves esposes a diverses parts del món. Generalment, un jove rabí de Lubavitx i la seva esposa, d'uns 20 anys, amb un o dos fills, s'estableixen en una nova ciutat amb el desig de formar una família, i amb l'objectiu d'apropar als jueus al judaisme, tal com el practica el moviment Habad, i animar els gentils a adherir-se als 7 preceptes per a les nacions. Un d'aquests emissàris va ser el rabí de Habad Gabriel Holtzberg i la seva esposa Rivka, el matrimoni va ser assassinat en 2008, en un atemptat jihadista que va tenir lloc a la Casa de Habad de Mumbai.

### Fons per al desenvolupament Machne Israel
El fons per al desenvolupament Machne Israel va ser establert el 1984 per l'últim Rebe de Lubavitx, per servir com un recurs financer important de la xarxa institucional de Habad. Està format per un nucli de destacats filantrops jueus dedicats al creixement de la vida jueva i a una visió ortodoxa de la comunitat jueva. El fons de desenvolupament ha desemborsat enormes sumes de diners per donar suport als centres de Lubavitx en l'última dècada.
Cadascun d'aquests centres atén una àmplia gamma de necessitats que sorgeixen en qualsevol comunitat jueva, des de les petites i aïllades llogarets ubicades en llocs distants fins a les bullicioses metròpolis. A petició o per iniciativa pròpia, Habad-Lubavitx envia al seu representant a un lloc determinat, i un paisatge estèril es transforma aviat: les escoles Talmud Torà, les escoles diürnes, les sinagogues, les biblioteques, les mikves, etc., fan que el judaisme cobri vida i permeten que els jueus comencin a experimentar el judaisme ortodox.
Encapçalant totes aquestes activitats estava l'últim Rebe de Lubavitx. Després de la seva mort en 1994, molts es van preguntar com continuaria el moviment Habad. Però l'especulació aviat va donar pas a un reconeixement respectuós i a una confiança renovada: l'organització continua creixent, els centres existents s'estan expandint i altres nous estan sorgint, les activitats de divulgació estan creixent exponencialment. Seguint la visió del Rebe Menachem Mendel Schneerson, el moviment ha demostrat ser fort i durador, té diversos milers de Shluchim, homes i dones, apassionadament compromesos amb la missió de Lubavitx.
A mesura que Habad amplia la seva capacitat, estenent-se per servir a un nombre cada vegada més gran de jueus, en més llocs amb necessitats més específiques, la demanda d'homes i dones enèrgics per unir-se a les files del fons de desenvolupament de Habad creix proporcionalment.
La impressionant gamma de projectes educatius i de serveis socials empresos pel moviment Habad, en més de 2.300 localitats arreu del món, ofereix una increïble varietat de possibilitats filantròpiques, dona als jueus l'oportunitat de participar en un programa social i de respondre a les necessitats de la comunitat.

### Merkos L'Inyonei Chinuch
Merkos L'Inyonei Chinuch (מרכז לענייני מרכז en hebreu) (Organització Central per a l'Educació en català) és el braç educatiu central del moviment Habad Lubavitx. Va ser fundat en 1943 pel sisè Rebe de Lubavitx, el Rabí Yosef Yitzchak Schneerson, qui va nomenar al seu gendre, el Rabí Menachem Mendel Schneerson, qui més tard esdevindria el setè Rebe, president i director. Actualment, el Rabí Chaim Yehuda Krinsky és el president. Merkos L'Inyonei Chinuch és l'organisme oficial responsable d'establir els centres de Habad a tot el món. El seu vicepresident, el Rabí Moshe Kotlarsky, supervisa la xarxa mundial d'emissaris de Habad, aprova els nous centres, i dirigeix la conferència internacional anual d'emissaris de Habad (Kinus HaShluchim).

### Societat de publicació Kehot
La societat de publicació Kehot (Kehot Publication Society en anglès) és l'editorial del moviment Habad Lubavitch. Kehot va ser establerta en 1942 pel sisè Rebe de Lubavitx, el rabí Yosef Yitzchak Schneerson. Sota el lideratge del seu successor, el rabí Menachem Mendel Schneerson, l'editorial Kehot va portar l'educació sobre la Torà a gairebé totes les comunitats jueves del món, i és la major editorial de literatura jueva del món. Fins a la data s'han publicat més de 100 milions de volums en hebreu, jiddisch, anglès, rus, castellà, francès, italià, portuguès, holandès, alemany, persa i àrab.

### Tomchei Tmimim
Tomchei Tmimim (en hebreu: תומכי תמימים) és la ieixivà (acadèmia talmúdica) central del moviment hassídic Habad Lubavitx, va ser fundada en 1896 al poble de Lyubavichi pel cinquè Rebe de Habad, el rabí Sholom Dovber Schneerson (el Rebe Raixab), actualment és una institució educativa mundial d'estudis judaics avançats.

## Rebes de Habad
| Nº  | Nom                        |
| --- | -------------------------- |
| 1r. | Schneur Zalman de Liadí    |
| 2n. | Miteler Rebe               |
| 3r. | Tzemach Tzedek             |
| 4º  | Samuel Schneersohn         |
| 5º  | Sholom Dovber Schneerson   |
| 6º  | Yosef Yitzchak Schneerson  |
| 7º  | Menachem Mendel Schneerson |